# Монте-Сан-Савіно
Монте-Сан-Савіно (італ. Monte San Savino) — муніципалітет в Італії, у регіоні Тоскана,  провінція Ареццо.
Монте-Сан-Савіно розташоване на відстані близько 175 км на північ від Рима, 65 км на південний схід від Флоренції, 20 км на південний захід від Ареццо.
Населення — 8770 осіб (2014).

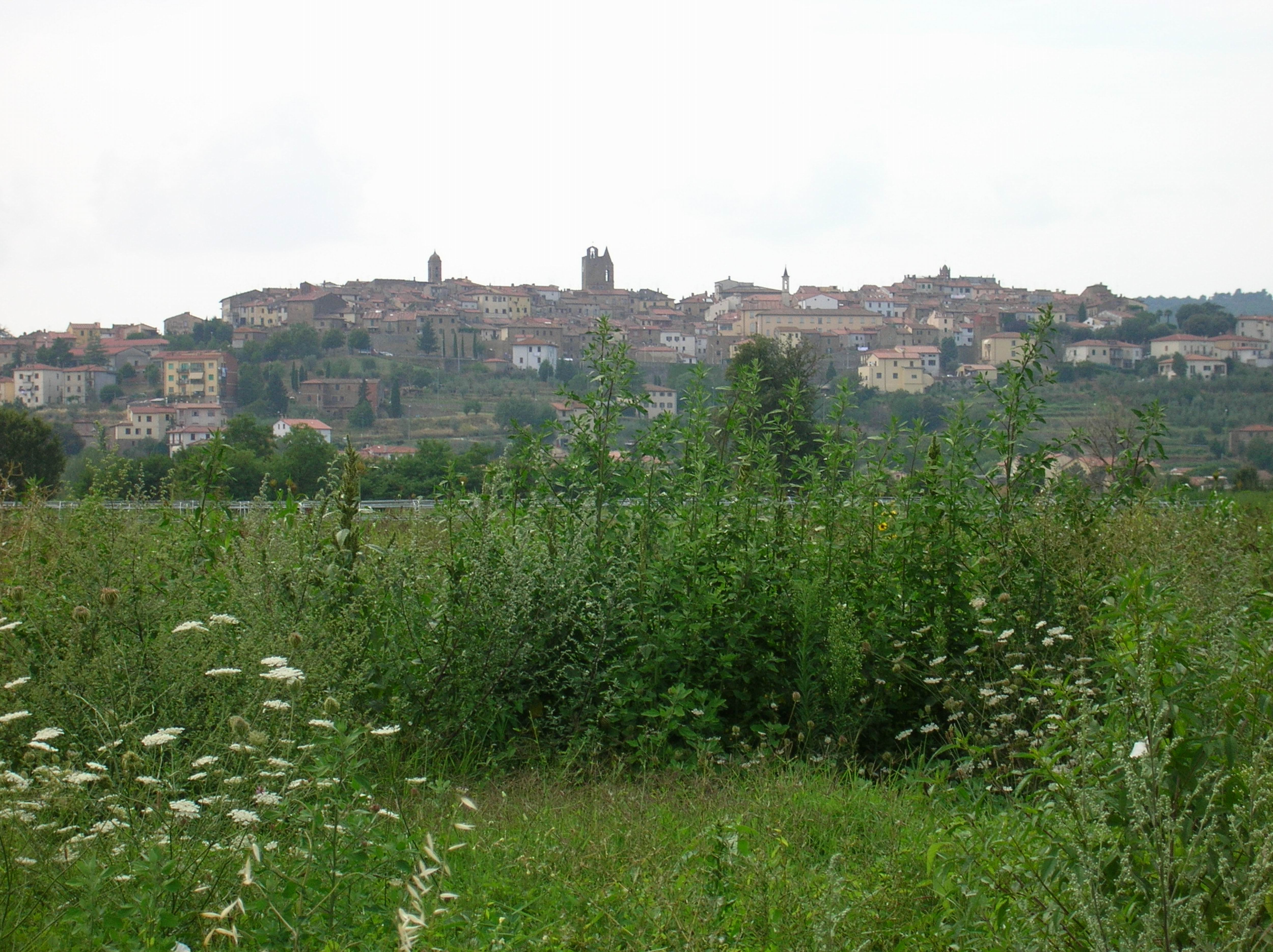

Щорічний фестиваль відбувається 7 грудня. Покровитель — Sant'Egidio.

## Демографія
Населення за роками:

Станом на 1 січня 2023 року в муніципалітеті офіційно проживало 688 іноземців з 52 країн, серед них 351 громадянин країн Євросоюзу та 11 громадян України.

## Сусідні муніципалітети
- Ареццо
- Бучине (муніципалітет)
- Чивітелла-ін-Валь-ді-К'яна
- Лучиньяно
- Марчіано-делла-К'яна
- Раполано-Терме